# Halban (Oman)

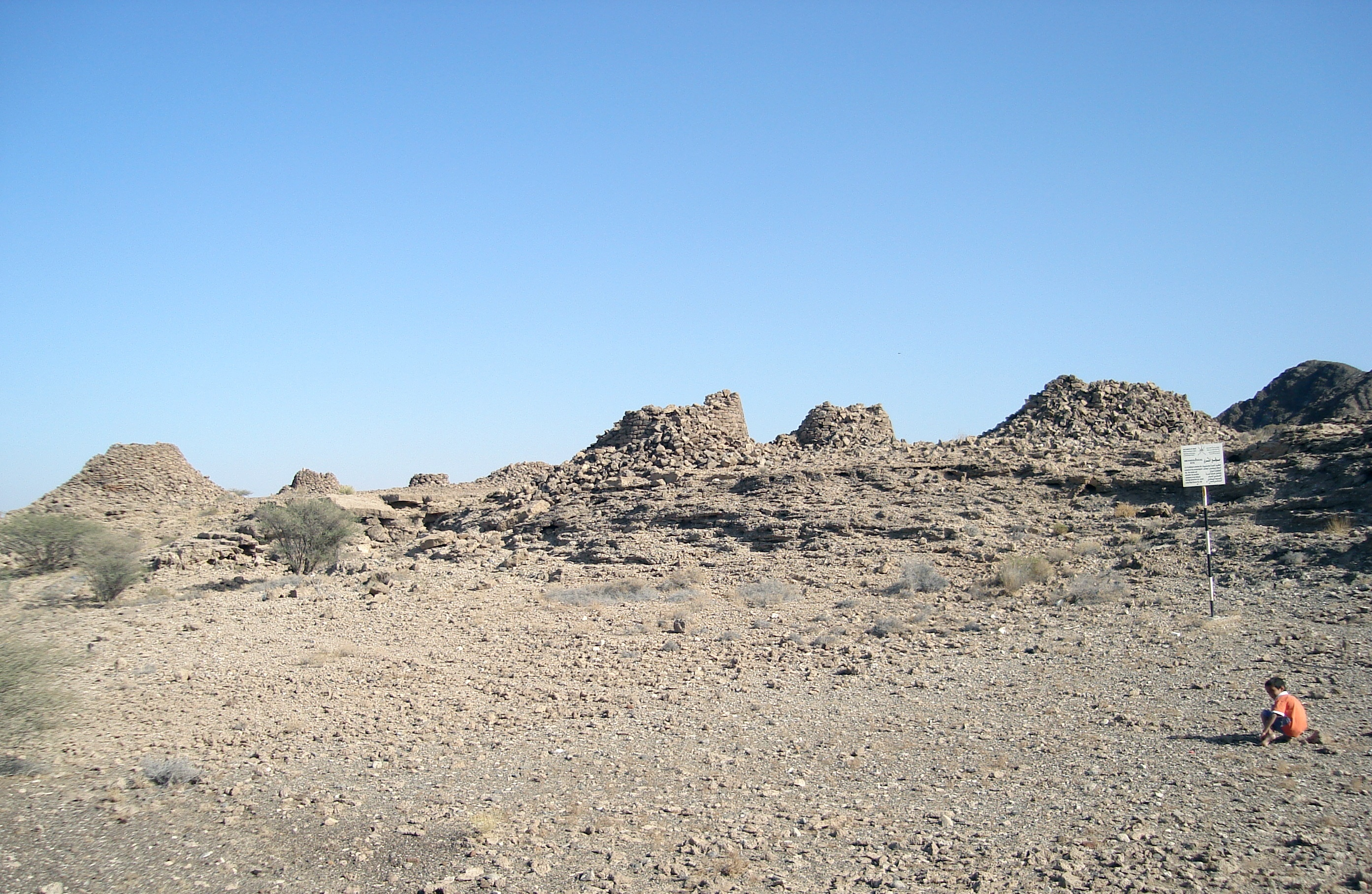
Halban, Bienenkorbgrabruinen der Umm-an-Nar-Kultur

Halban (arabisch حلبان Ḥalbān) ist ein Ort im Gouvernement Maskat, Wilaya Sib, im Nordosten des Oman, westsüdwestlich der Hauptstadt Maskat. 2010 hatte der Ort 716 Einwohner, gegenüber 481 Einwohnern im Jahr 2003. Halban ist Teil der Muscat Capital Area.
Die German University of Technology in Oman (GUtech) hat hier seit dem Wintersemester 2012/2013 ihren Sitz. Der Campus wurde vom Architekturbüro Hoehler + alSalmy entworfen.
Unweit des Ortes befinden sich Bienenkorbgrabturmruinen der Umm-an-Nar-Kultur der Bronzezeit.

## Belege
1. ↑  Sultanate of Oman, National Centre for Statistics and Information: Einwohnerzahlen. Citypopulation.de, abgerufen am 2. Januar 2017.
2. ↑  Paul Yule:  Grabtürme des dritten vorchristlichen Jahrtausends am Golf von Oman, Spektrum der Wissenschaft, 1. November 1994. Abgerufen am 2. Januar 2017